# El Azizia (Algerije)
El Azizia is een gemeente en plaats in Algerije. El Azizia is gelegen in de wilaya of provincie van Médéa, in het noorden van het land. In 1998 telde men 7.905 inwoners. Bij de volgende census, van 2008, was dit gestegen tot 8.432 inwoners, waarvan 4.269 inwoners in het centrum woonden, en 4.163 inwoners verspreid over het grondgebied van de gemeente. De gemeente heeft een bevolkingsdichtheid van 179 inwoners per km².